# Gowhar Kolā
Gowhar Kolā (persiska: گَر كُلا, گوهر كلا) är en ort i Iran.   Den ligger i provinsen Mazandaran, i den norra delen av landet, 90 km norr om huvudstaden Teheran. Gowhar Kolā ligger 1 276 meter över havet och antalet invånare är 138.
Terrängen runt Gowhar Kolā är bergig söderut, men norrut är den kuperad. Runt Gowhar Kolā är det ganska tätbefolkat, med 80 invånare per kvadratkilometer. Närmaste större samhälle är Kalārdasht, 8,4 km nordväst om Gowhar Kolā. I omgivningarna runt Gowhar Kolā växer i huvudsak blandskog.